# Kapela Brodów
Kapela Brodów – polski zespół grający polską muzykę tradycyjną oraz folkową. 
Muzycy grają wspólnie od 1992 roku. 
Na repertuar składają się utwory świeckie i religijne z obszaru Pierwszej Rzeczypospolitej
pochodzące ze zbiorów Oskara Kolberga, Instytutu Sztuki Polskiej Akademii Nauk, Katedry Etnomuzykologii Sakralnej KUL i własnych.
W swoich wykonaniach kapela zachowuje oryginalne maniery wykonawcze oraz – w przypadku muzyki religijnej – właściwy jej tematyce kontekst. Używają oryginalnych lub zrekonstruowanych instrumentów: liry korbowej, cymbałów, basetli i skrzypiec.

## Skład
- Witek Broda: skrzypce, lira korbowa, śpiew
- Anatol Broda: basy kaliskie[1]
- Marta Maślanka: cymbały, bęben
- Jacek Mielcarek: klarnet, saksofon sopranowy, tarogato
- Kuba Mielcarek: kontrabas
- Iwona Sojka: skrzypce
- Maciej Kaziński: basetla, dudy, suka biłgorajska, fidel płocka, gemshorn

## Współpracują
- Piotr Zgorzelski: bębny, basy, prowadzenie tańców
- Piotr Piszczatowski: akordeon, bęben, prowadzenie tańców

## Nagrody
- II nagroda na Festiwalu Muzyki Folkowej Polskiego Radia „Nowa Tradycja”, Warszawa 2004 (występowali wówczas pod nazwą Dla Róży[2]).
- Anna i Witold Brodowie: Folkowy Fonogram Roku 2001 za płytę „Pieśni na rozmaite święta”.
- Adam Strug – laureat Festiwali: Piosenki Polskiej w Opolu 1991, Piosenki Studenckiej w Krakowie 1992, Kapel i Śpiewaków Ludowych w Kazimierzu nad Wisłą 1993, Piosenki Autorskiej Oppa 2002,

## Fonografia
- Kolędy i inne pieśni – 2002
- Pieśni na rozmaite święta – 2001
- Pieśni Maryjne – 2008
- Tańce Polskie – 2008
- Pieśni do Świętych Pańskich : 2011
- Muzikaim – 2015